# 桃山学院大学
桃山学院大学（ももやまがくいんだいがく、英語: Momoyama Gakuin University／St. Andrew's University）は、大阪府和泉市まなび野1-1に本部を置く日本の私立大学。1884年創立、1959年大学設置。大学の略称は桃山、桃大、桃学。

## 概観

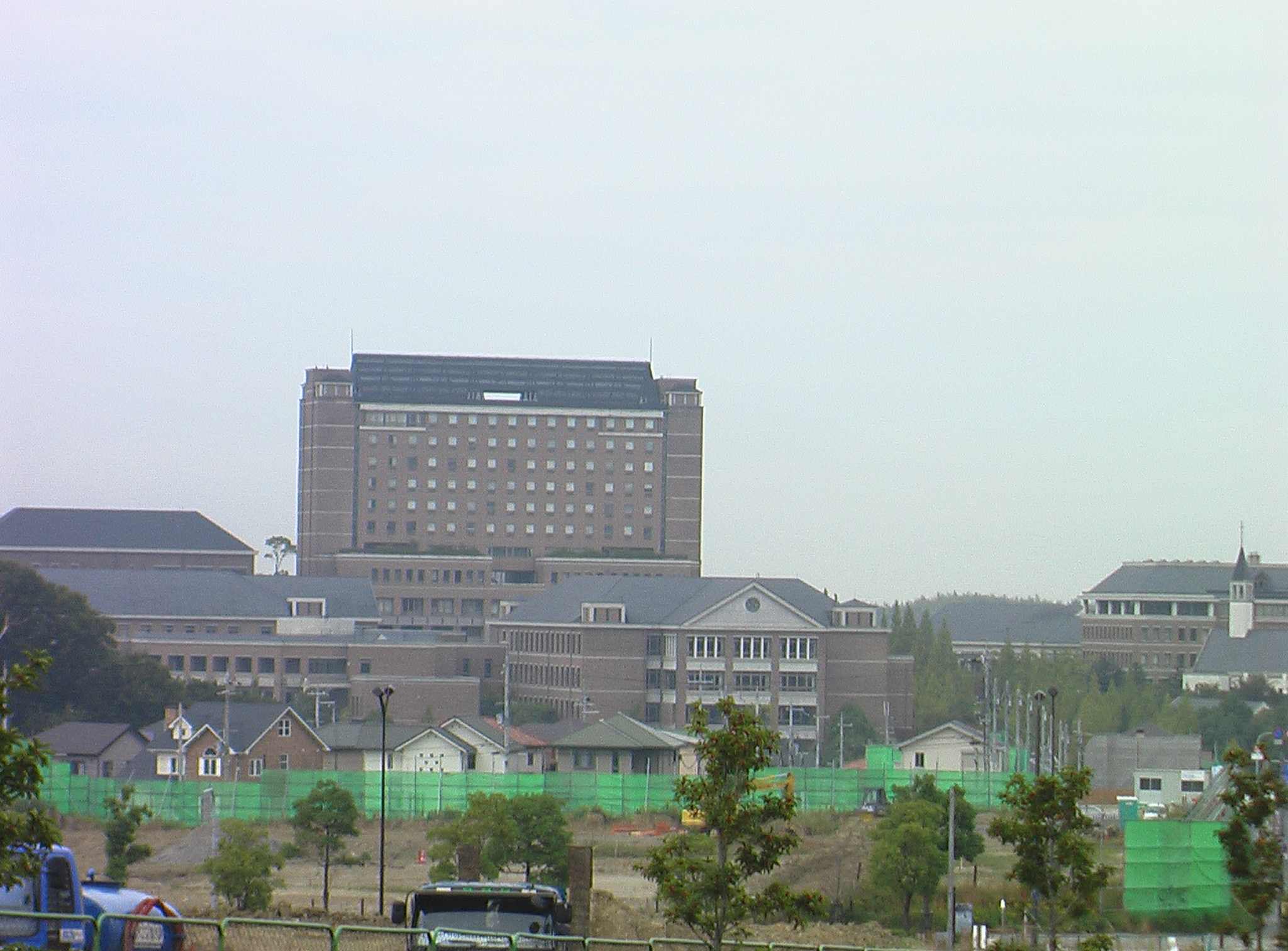
和泉キャンパス概観

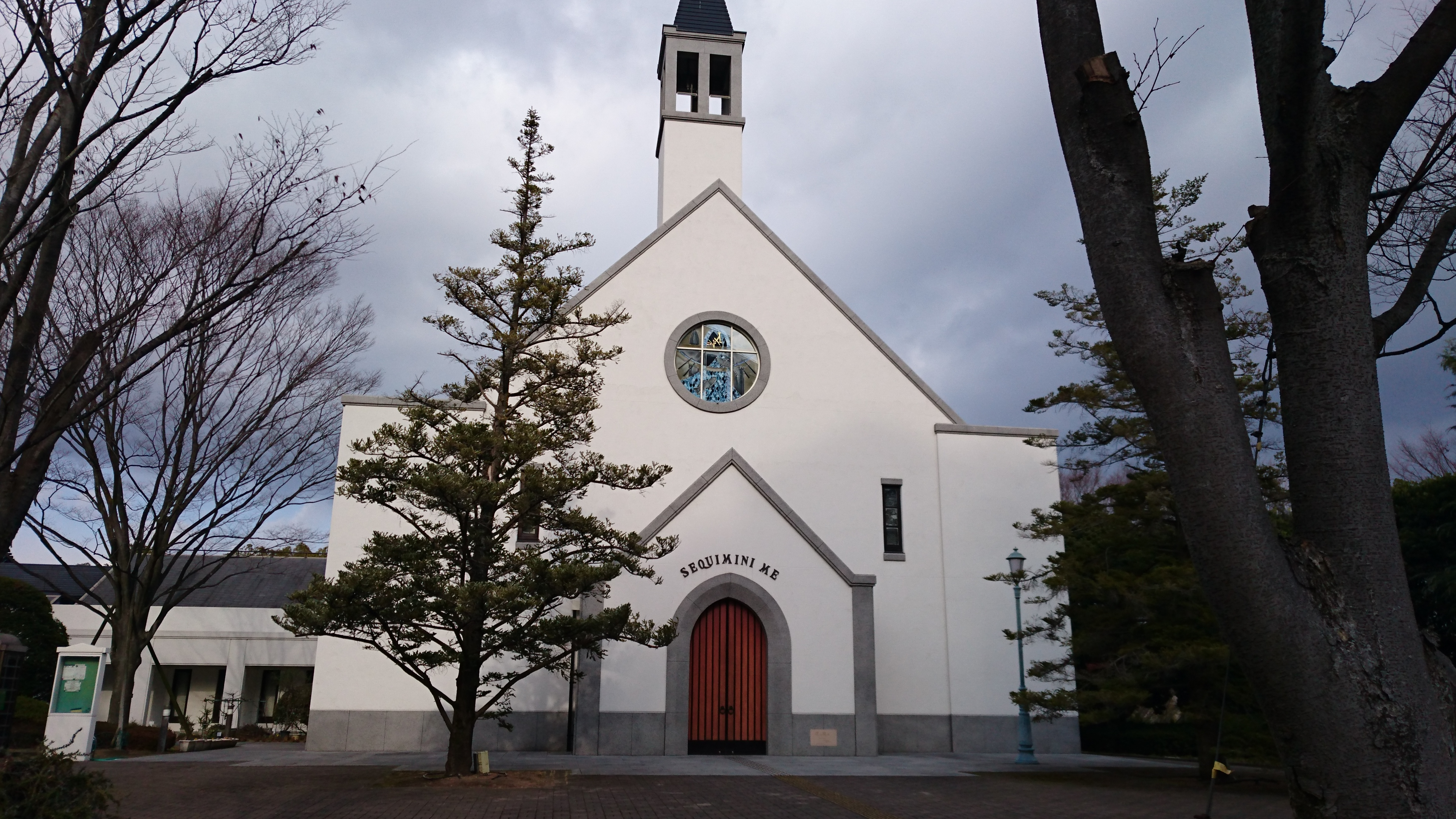
聖救主礼拝堂（チャペル）

### 大学全体
桃山学院大学は日本聖公会系のキリスト教主義学校（ミッションスクール）であり、2025年4月現在、文系7学部8学科4研究科を有する文科系総合大学となっている。

### 建学の精神（校訓・理念・学是）
開学以来、「世界の市民」の養成（英語: Fostering "Citizens of the World"）を建学の精神に掲げている。桃山学院大学が定義する「世界市民」は、「キリスト教精神に基づいて人格を陶冶し、世界の市民として広く国際的に活躍し得る人材」である。

### 社会の使命
桃山学院大学は、自由と愛の精神に基づく学びの場として、ここに集うすべての人々の多様な価値観を認め合いながら、向上心を絶やさず、みずから考え、積極的に行動する世界の市民を育むことを使命とする。

### 教育および研究
- 建学の精神の一環で、全学部において「世界市民科目」を必履修科目として課している。例年学際的な領域、かつ、テーマ別に講義が設けられている。このリベラル・アーツのカリキュラムは、東京大学や国際基督教大学をモデルにしたとも言われている[3]。なお、学部・学科の必履修科目が少なく、学生が自由に授業を選べるようにしているのも「自由な学風」の特色とも言える。
- 外国語教育に力を入れており、英語を皮切りに、ドイツ語、フランス語、スペイン語、イタリア語、中国語、韓国語の、最大7言語を学ぶことができる。ただし、必履修科目の言語選択はできず、原則全学部全学科において一律英語を履修することになる。
- 近年では、学修の社会的ニーズや卒業後の社会貢献ができる人財育成に応えるため、教育カリキュラムの再構築を行うと共に、課題解決型学修を導入したり、桃山学院高等学校との高大連携を行っている[2]。

## 沿革

### 略歴
桃山学院大学は、1959年にプロテスタント日本宣教100周年を記念して開学された。開学当初は経済学部の単科大学として大阪市阿倍野区昭和町に構えていた。
1966年（昭和41年）に社会学部を設置し、1971年に登美丘学舎と移転統合した。
その後、1973年の経営学部設置を皮切りに2学部1学科・大学院2研究科を増設し、1995年にキャンパスを大阪府和泉市に移設した。
2008年、文学部が国際教養学部へ改組。
2019年、ビジネスデザインとリーダーシップ教育の両立を図る関西初の学科「経営学部ビジネスデザイン学科」を設置。2021年4月には、文部科学省からの認可を受け、ビジネスデザイン学部ビジネスデザイン学科へ改組され、6学部7学科4研究科を擁する文科系総合大学に発展した。
2024年、ビジネスデザイン学部を再編し、現行のビジネスデザイン学科の履修カリキュラムは「ビジネス創造コース」に改組し、新たに情報テクノロジーに特化した「情報テクノロジーコース」を設置する。
2025年、桃山学院教育大学（旧・プール学院大学）と桃山学院大学が統合し、桃山学院大学傘下に旧・桃山学院教育大学人間教育学部を移行・設置する。
2026年、工学部地域連携DX学科（仮称）を設置（予定）。これは、文部科学省がデジタルや脱炭素など成長分野の人材育成を推進することを目的として始まった理系拡充支援事業に、本学をはじめとする国公私立の大学・高専延べ118校が選定されたことによるものである。

### 年表
| 年表   | 沿革 |
| ------ | --- |
| 1959年 | 桃山学院大学開学。英国聖公会カンタベリー大主教が臨席。 経済学部（経済学科）を設置。 |
| 1961年 | 登美丘寮を開設。 |
| 1962年 | 学歌制定。 |
| 1966年 | 社会学部（社会学科）を設置。 生活協同組合設立。 登美丘学舎竣工。 |
| 1967年 | さやま寮を開設。 |
| 1971年 | 登美丘学舎に統合移転。 |
| 1973年 | 経営学部（経営学科）を設置。 |
| 1975年 | 総合研究所を設置。 |
| 1984年 | 学院創立100周年。 |
| 1986年 | 国際センター設置。 |
| 1987年 | 計算機センター（現情報センター）設置。 |
| 1989年 | 文学部（英語英米文学科、国際文化学科）を設置。 社会教育センター（現エクステンション・センター）設置。 |
| 1990年 | 開学30周年記念事業により、聖救主礼拝堂（チャペル）竣工。 |
| 1991年 | 和泉市と桃山学院の共同で、和泉キャンパスへの移転について記者発表を行う。 |
| 1993年 | 和泉キャンパス起工。 大学院文学研究科（英語英米文学専攻、国際文化学専攻）、経営学研究科（経営学専攻）を設置。 |
| 1995年 | 和泉キャンパス竣工。登美丘学舎より全面移転。 |
| 1997年 | 社会教育センターを改組し、エクステンション・センター設置。 大阪本町オフィス開設。 |
| 1998年 | 社会学部に社会福祉学科を増設。 大学院経済学研究科（応用経済学専攻）を設置。 |
| 1999年 | 大学院経営学研究科（経営学専攻）、文学研究科（比較文化学専攻）に博士課程を設置。 和泉キャンパスの聖マーガレット館（学生福利厚生棟）竣工。 白浜セミナーハウス開設。                                                                                      |
| 2000年 | 大学院社会学研究科（応用社会学専攻）を設置。 |
| 2002年 | 法学部（法律学科）を設置。 大学院経済学研究科（応用経済学専攻）に博士課程を設置。 和泉キャンパスの聖トマス館が竣工。 外国語教育センターを設置。 |
| 2003年 | 大学院社会学研究科（応用社会学専攻）に博士課程を設置。 |
| 2006年 | 経済学部経済学科に中国ビジネスキャリアコースを開設。 大学院文学研究科の博士（前期）課程2専攻を、3専攻（英語圏文化学、国際文化学、応用言語学）に改組。 大学院経営学研究科（経営学専攻）に日中連携ビジネスコースを開設。 中之島サテライトキャンパス開設。 |
| 2007年 | キャリアセンターを設置。 |
| 2008年 | 文学部（英語英米文学科、国際文化学科）を改組し、国際教養学部（国際教養学科）を設置。 大学基準協会より適合評価を認定。 |
| 2009年 | 開学50周年。第104代英国聖公会カンタベリー大主教が来学。 和泉キャンパスの聖ヨハネ館（50周年記念館）竣工。 |
| 2012年 | 大学院文学研究科の博士（前期）課程3専攻を、比較文化学の1専攻4コースに改組。 |
| 2013年 | 学習支援センターを設置。 |
| 2014年 | 梅田サテライトを開設。 |
| 2015年 | 国際教養学部国際教養学科から国際教養学部英語・国際文化学科に名称変更。 白浜セミナーハウスを閉鎖。 |
| 2016年 | 介護福祉実習棟が竣工。 |
| 2019年 | 経営学部にビジネスデザイン学科を設置。 |
| 2021年 | 経営学部（ビジネスデザイン学科）を改組し、ビジネスデザイン学部（ビジネスデザイン学科）設置。 生活協同組合解散。 |
| 2022年 | 社会学部社会福祉学科から社会学部ソーシャルデザイン学科（福祉）に名称変更。 |
| 2024年 | ビジネスデザイン学部ビジネスデザイン学科を再編し、新たに「情報テクノロジーコース」を設置。 |
| 2025年 | 桃山学院教育大学（旧・プール学院大学）と桃山学院大学が統合し、桃山学院大学傘下に旧・桃山学院教育大学人間教育学部を移行・設置。 |
| 2026年 | 工学部地域連携DX学科（仮称）を設置（予定）。 |

## 基礎データ

### 在籍者数
- 学生数 6,727人（2022年5月1日現在[2]）
  - 学部 6,651人
    - 国際教養学部英語・国際文化学科 1,130人
    - 社会学部社会学科 1,098人
    - 社会学部ソーシャルデザイン学科 397人
    - 法学部法律学科 829人
    - 経済学部経済学科 1,513人
    - 経営学部経営学科 1,117人
    - ビジネスデザイン学部ビジネスデザイン学科 567人

  - 博士前期課程 54人
    - 文学研究科言語・文化専攻 5人
    - 社会学研究科応用社会学専攻 14人
    - 経済学研究科応用経済学専攻 15人
    - 経営学研究科経営学専攻 20人

  - 博士後期課程 22人
    - 文学研究科比較文化学専攻 0人
    - 社会学研究科応用社会学専攻 7人
    - 経済学研究科応用経済学専攻 13人
    - 経営学研究科経営学専攻 2人

### 所在地
- 和泉キャンパス（大阪府和泉市まなび野）
- あべのBDL（大阪府大阪市阿倍野区昭和町）

### 象徴
- スクールカラーは、えんじ色と茄子紺色である。学部ごとのカレッジカラーも存在する。
  - 国際教養学部 - 緑
  - 社会学部 - 黄
  - 法学部 - 紫
  - 経済学部 - 桃
  - 経営学部 - 青
  - ビジネスデザイン学部
- 学院章は、シールドのアンデレクロスをベースに、キリストがアンデレを弟子にする際に言った言葉“SEQUIMINI ME”（ラテン語で我に従えの意）を配したものである。
- 学歌は1962年（昭和37年）制定。竹中郁作詞、池内友次郎作曲による。応援歌に「眉あげて」がある。

## 教育および研究

### 組織

#### 学部
- 国際教養学部
1989年に設置した文学部を改組し、2008年設置。2015年、国際教養学科を英語・国際文化学科に改組。
  - 英語・国際文化学科[注 1]
    - 2020年入学生～
      - 英語コミュニケーションコース
      - 国際文化コース
        - 比較文化プログラム
        - Japanese Studiesプログラム
        - メディア・映像文化プログラム

    - 2015年～2019年入学生
      - 英語研究コース
      - 比較文化コース
      - Japanese Studiesコース
      - メディア・映像文化コース

  - 国際教養学科（2014年入学生まで）
    - アジア文化専修
    - 英語コミュニケーション専修
    - Japanese Studies専修
    - メディア・映像文化専修
    - ヨーロッパ・アメリカ文化専修
- 社会学部
1966年設置。1998年に社会福祉学科増設。
  - 社会学科
    - 生活デザインモデル
    - 文化デザインモデル
    - 社会デザインモデル

  - ソーシャルデザイン学科[注 2]
    - 社会福祉コース
    - 福祉スポーツコース
- 法学部
2002年設置。
  - 法律学科[注 3]
    - 企業コースモデル
    - 行政コースモデル
    - 司法コースモデル
- 経済学部
1959年設置。
  - 経済学科[注 1]
    - 生活経済コース
    - 地域経済コース
    - グローバル経済コース
    - 現代経済分析コース
- 経営学部
1973年設置。
  - 経営学科[注 4]
    - マネジメントコース
    - マーケットコース
    - 情報イノベーションコース
    - 会計コース
- ビジネスデザイン学部
2021年設置（経営学部ビジネスデザイン学科からビジネスデザイン学部ビジネスデザイン学科へ改組[4]）
  - ビジネスデザイン学科
  - ビジネスデザイン学科情報テクノロジーコース
- 人間教育学部
2025年設置（桃山学院教育大学との統合）
  - 人間教育学科

#### 研究科
- 文学研究科
1993年に修士課程、1999年に博士課程設置。2006年、博士前期課程の2専攻（英語英米文学、国際文化学）を、3専攻（英語圏文化学、国際文化学、応用言語学）に改組。2012年度より博士前期課程の3専攻を募集を停止し、比較文化学専攻（1専攻）4コースに改組。
  - 比較文化学専攻（博士前期課程）
    - 英語圏文化研究コース
    - 応用言語学・英語教育研究コース
    - 国際文化・メディア文化研究コース
    - 日本語・日本文化研究コース

  - 比較文化学専攻（博士後期課程）
- 社会学研究科
2000年に修士課程、2003年に博士課程設置。
  - 応用社会学専攻（博士前期課程・博士後期課程）
- 経済学研究科
1998年に修士課程、2002年に博士課程設置。
  - 応用経済学専攻（博士前期課程・博士後期課程）
- 経営学研究科
1993年に修士課程、1999年に博士課程設置。
  - 経営学専攻（博士前期課程）
    - アカデミックコース（昼間主コース）
    - 日中連携ビジネスコース（夜間主コース）

  - 経営学専攻（博士後期課程）

#### 短期大学部
短期大学部は設けていないが、1973年（昭和48年）から1990年（平成2年）まで桃山学院短期大学が存在した。

#### 附属機関
- 桃山学院大学図書館
  - 聖アンデレ館のB2F〜3Fおよび聖トマス館B2F（トマス書庫）に位置し、図書約68万冊を所蔵する[12]。
- キリスト教センター
- 国際センター
  - 1986年設置。
- 外国語教育センター
  - 2002年4月設置。
- 情報センター
  - 1987年に設置した計算機センターを改組し、現体制となる。
- エクステンション・センター
  - 1989年に設置した社会教育センターを改組し、1997年より現体制となる。
- キャリアセンター
  - 就職課を改組し、2007年に現体制となる。
- 学習支援センター
  - 2013年4月設立。
- 桃山学院大学総合研究所
  - 1959年の開学と同時に開設した産業貿易研究所、人文科学研究所を統合し、1975年に現体制となる。

### 教育
文部科学省の国公私立大学を通じた大学教育改革の支援プログラムに採択されたプログラム名を以下に掲げる。
- 実践力のある地域人材の輩出[13]（2008年採択）
- 実践教育による「社会人力」育成プログラム[14]（2010年採択）

### 国際ワークキャンプ
国際ワークキャンプにおける現地（インドネシア）での交流については、小学校・中学校・高校・大学等を訪問し、お互いの文化を紹介しあうなどの活動を行っている。

## 学生生活

### 奨学金制度
独立行政法人日本学生支援機構奨学金や諸団体の奨学金を取り扱うほか、当大学独自の制度として、経済的に困窮する学生に対する授業料減免制度や成績優秀者や海外留学にかかわる給付奨学金制度を多く設けている。また、資格講座や公務員講座の受講にかかわる奨学金制度が設けられており、大学としては全体で約2億5000万円（2012年度）を支給している。

### 下宿
桃山学院大学は学生寮を有していないが、大学が提携しているキャンパスにほど近いワンルームマンションを紹介している。

### 部活動・クラブ活動・サークル活動
桃山学院大学の学生によって運営されている体育会、文化サークル連合（文サ連）の2体制で構成されている。その組織配下に60を超える部やクラブ、サークルがある。
- 桃山学院大学サンダーリングリージョンライオンズ（アメリカンフットボール）

### 大学祭
- 桃山祭（ももやまさい、Momoyama Festival、略称：桃祭）は、桃山学院大学和泉キャンパスで開催される大学祭。桃山学院大学の学生のみで構成される桃山祭実行委員会により、例年11月に3日間開催される。

#### テーマ
- 64回（2024年）前人未桃
- 63回（2023年）
- 62回（2022年）心のワクチン桃山祭　～一生消えない青春の抗体（思い出）～
- 61回（2021年）永劫回帰　～萬延させるのは笑顔だけ～　※オンライン開催
- 60回（2020年）新型コロナウイルス感染症の感染拡大を考慮したうえで桃山祭の開催を中止。
- 59回（2019年）桃源郷
- 58回（2018年）一桃一会
- 57回（2017年）テーマ無し
- 56回（2016年）桃山祭～FOR ONE PURPOSE!～
- 55回（2015年）一桃団結
- 54回（2014年）新たなる桃山伝説！〜響け桃色のハーモニー〜
- 53回（2013年）笑って楽しむ HAPPeach!
- 52回（2012年）桃山の扉を開こう
- 51回（2011年）LOVE&PEACH
- 50回（2010年）そうだ！桃祭に行こう！
- 49回（2009年）桃祭革命
- 48回（2008年）奇跡の軌跡
- 47回（2007年）ごっつえぇ桃山祭
- 46回（2006年）桃魂
- 45回（2005年）イッサイガッサイ桃山祭
- 44回（2004年）きっかけは桃山祭
- 43回（2003年）和〜なごみ〜

### スポーツ
- 2004年（平成16年）に、第28回総理大臣杯全日本大学サッカートーナメントで準優勝。

## 大学関係者と組織

### 大学関係者組織
- 桃山学院大学の同窓会は「桃山学院大学同窓会」と称し、桃山学院大学を卒業した者により構成される。
- 桃山学院大学には、かつて1966年に設立された生活協同組合があった（「桃山学院大学生活協同組合」と称する）。

- 桃山学院大学には保護者組織があり、「桃山学院大学教育後援会」と称する。
- 桃山学院大学には教員組合があり、「桃山学院大学教員組合」と称し、桃山学院大学の教員により構成される。
- 桃山学院大学関係者の上田修と望月和彦等による労働組合があり、「真性桃山労働組合」(原文ママ)と称する。

#### 生活協同組合
かつてあった「桃山学院大学生活協同組合」は、2021年6月23日開催の通常総代会において、新型コロナウイルス感染症の影響による経営状況の悪化等を理由に、同年7月末までに店舗の営業を終了し、同年9月末日をもって解散することを決議。大阪府へ解散の認可申請を行い、清算の手続と出資金の返還を行ったのち、サービスの一部は学校法人桃山学院が出資した企業「アンデレパートナーズ」に受け継がれた。
なお、新型コロナウイルス感染症感染拡大を原因とする大学生活協同組合の解散は全国初。

## 施設

### キャンパス

#### 和泉キャンパス

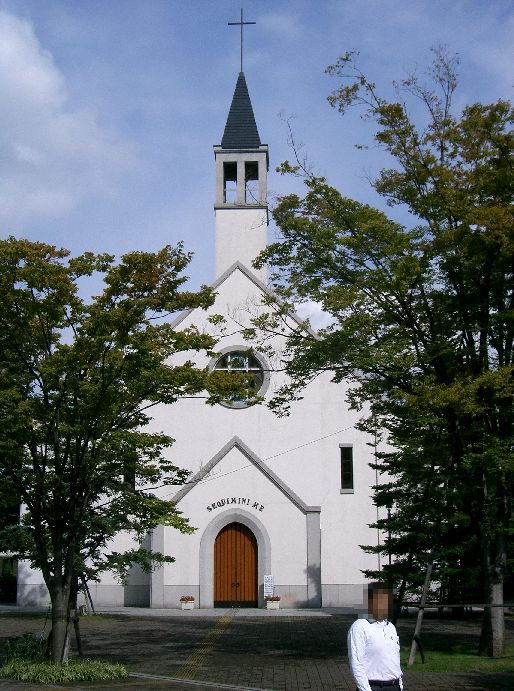
聖救主礼拝堂（チャペル）

- 使用学部：国際教養学部、社会学部、法学部、経済学部、経営学部
- 使用研究科：文学研究科、社会学研究科、経済学研究科、経営学研究科
- 使用附属施設：1号館、2号館、3号館、聖トマス館、聖アンデレ館、聖救主礼拝堂（チャペル）、ワレン館、聖ペテロ館、聖バルナバ館、聖マーガレット館、カンタベリー館、総合体育館、総合グラウンド、聖ヨハネ館、介護福祉実習棟
- 交通アクセス：南海泉北線「和泉中央駅」下車、徒歩約12分。和泉中央駅3番乗り場から美術館前行き、松尾寺行きで約10分「緑ヶ丘団地」下車すぐ。

学校法人桃山学院の本部も置かれている、大阪府和泉市まなび野にあるキャンパス。
1991年、和泉市と桃山学院との共同記者会見を行い、トリヴェール和泉への移転を発表。1993年3月起工、1995年4月に竣工し、登美丘学舎より全面移転した。日建設計による設計で、第2回大阪・心ふれあうまちづくり賞大阪府知事特別賞受賞。
構内のHの形をした「まなびの橋」は、HumanとHistoryの意が込められており、登美丘学舎に架けられていたアンデレ橋のリメイクである。チャペルにおいては、開学30周年記念事業の一環として1990年登美丘キャンパスにチャペル（桃山学院大学聖救主礼拝堂）が建設された。
このチャペル内に設置されているパイプオルガンは、1990年11月19日、イギリス・N.P.マンダー社製で、イギリス・ロンドンから解体・輸送され、また来校した社長・技師職人らによって、登美丘キャンパスのチャペルにて組み立てられ、同年11月29日に完成した。
1995年、和泉キャンパスへの大学移転と共にオルガンも移設された。イギリス・ロンドンのマンダー社製で、同社日本第1号のパイプオルガンである。
卒業生や教職員などといった本学関係者に限って、結婚式を挙げることができる。
和泉キャンパスの聖救主礼拝堂にある「精霊を意味する鳩をテーマにしたステンドグラス」は八田雅博によって制作されており、三位一体を表す図表と十字架、翼を広げた鳩の姿を表現し、基調となる赤は聖霊を象徴する炎の色であり、中央のプリズムガラスが創る虹の七色は三位一体の色も含む聖霊の七つの恩寵を意味している。
近隣には、キャンパスと一体感のある宮ノ上公園と和泉市いずみの国歴史館がある。
本学への通学バスは、桃山学院大学から委託を受けた南海バスが、和泉府中駅、泉大津駅、金剛駅のそれぞれより運行されている。授業開始／終了に合わせて基本運行しているため、授業のない全学休講日には運休、減便等が発生する。なお、以前は和歌山市駅、和歌山駅へも南海バスが運行していたが、2020年度末をもって廃止された。和泉キャンパスの最寄駅である和泉中央駅からの直行バスは、一度廃止されたものの、2021年度から南海バスが371系統として運行することとなった。また、2021年度は新型コロナウイルス感染症の感染状況を鑑み、通学バスの減便が行われる。
例年クリスマス前にはイルミネーションが飾り付けられる。また、点灯に合わせてチャペル・コンサート、クリスマス礼拝やキャンドルナイトといったイベントが催される。
聖ペテロ館1階に本学卒業生である久保田昌隆が制作した作品がかけられている。また、久保田は高野山金剛峯寺に屏風絵も奉納している。

##### バイブル・ガーデン（聖書の花園）
花園は2004年に36種類の植物をもって開園され、2019年にMBS毎日放送『せやねん』内のスマイル工務店のコーナーで手直し工事が行われた。

#### あべのBDL
- 使用学部：ビジネスデザイン学部
- 使用付属施設：聖テモテ館（BDLオフィス、ビジネスサポートルーム、ミーティングルーム、保健室、相談室、レクチャー＆ワークショップルーム、教員研究室、フリーワーキングスペース、プロジェクトルーム、ラーニングコモンズ、カフェ、ライブラリースペース、コミュニケーションスペース、礼拝堂）
- 交通アクセス：Osaka Metro 御堂筋線「昭和町駅」下車、徒歩約6分。Osaka Metro 御堂筋線「西田辺駅」下車、徒歩9分。Osaka Metro 谷町線「文の里駅」下車、徒歩約7分。JR西日本阪和線「南田辺駅」下車、徒歩約9分。

大阪市阿倍野区昭和町にあるキャンパス。
2020年9月、昭和町キャンパスの桃山学院中学校・高等学校の校舎に併設される形で、それまで旧・ビジネスデザイン学科のキャンパスであった本町BDLから移転し、あべのBDLが誕生した。1959年の開学から1971年までは桃山学院大学の学部も同地に設置されていた。
あべのBDLは、「聖テモテ館」の4階から9階に配置。従来の教場イメージではなく、新たなビジネスを生み出すための学びの空間として、近年企業等でワーキングスペースとしても取り入れられている、交流と共創を促す最新のフロア設計となっている。グループワークやプレゼンテーションなど、コミュニケーションスペースを各フロアのホワイエ（ロビー）に配置し、教室も、入口の壁を取り外しカーテンとすることでフロア全体をひとつの教場としてつなげるなど、柔軟な発想を生みやすい環境を整えている。
また、Wi-Fi6に対応したアクセスポイントを各フロアに配置、各教室におけるICT設備環境も充実している。

#### かつて存在したキャンパス

##### 昭和町キャンパス
大阪市阿倍野区昭和町のキャンパス。1959年の大学開学から1971年の登美丘学舎への統合移転まで使用された。司書・司書補講習事務室といったごく一部の組織が置かれていたが、2006年度より大学は和泉キャンパスに移転された。
現在はビジネスデザイン学部が使用するあべのBDL、就活サポート施設のあべのサテライト、桃山学院中学校・高等学校がある。
中高食堂「エルピス・ホール」（聖テモテ館3階）の扉の上部3か所には
2023年1月現在卒業記念品としてPTAから寄贈されたステンドグラスが設置されている。

##### 登美丘学舎
大阪府堺市（現：東区）西野にあったキャンパス。1995年の和泉キャンパスへの移転まで使用された。構内のAの形をしたアンデレ橋は、Andrewの頭文字を意味している。現在は学舎跡地に利晶学園大阪立命館中学校・高等学校、利晶学園小学校が移転し、使用している。

##### 本町BDL
大阪市中央区久太郎町にあったキャンパス。旧・ビジネスデザイン学科が、あべのBDLが建設されるまでの仮のキャンパスとして利用していた。桃山学院大学生の就職活動や教育・研究活動の拠点として大阪市北区梅田に設置されていた「梅田サテライト」が、その機能を本町BDLに移転し「本町サテライト」を開設した。現在は両方とも昭和町キャンパスに移転している。
- 交通アクセス：Osaka Metro 御堂筋線・四つ橋線・中央線「本町駅」直結（徒歩1分）。

### 学生食堂
聖マーガレット館の2Fと、聖バルナバ館2階の2店舗。
聖バルナバ館2階と3階に桃山学院大学生活協同組合による学生食堂があったが、桃山学院大学生活協同組合の解散により2021年7月閉店。現在は、学校法人桃山学院が出資した企業「アンデレパートナーズ」が食堂部門を受け継ぎ、2022年4月に株式会社ORIENTALFOODS運営の食堂「ラ・ペッシュ」がオープンしている。

### 喫茶店
CAFE DI ESPRESSO 珈琲館が聖ヨハネ館の2Fに位置する。

### 売店
- カンタベリー館1Fには、和泉キャンパス移転時に誘致したマクドナルド撤退に伴い、2008年（平成20年）4月8日に開店した、ファミリーマートが入っている[29]。
- 聖バルナバ館1Fには生活協同組合の購買部・書籍部が、聖トマス館B1Fには聖トマス館を拠点にする法律学科（英語: Jurisprudence）の頭文字に因む「J-SHOP」という生活協同組合の売店があったが、生活協同組合の解散によりいずれも撤退した[16]。
- 2024年7月現在、聖トマス館1階に「丸善キャンパス with アンデレパートナーズ」という、学校法人桃山学院が出資した企業が運営する購買部・書籍部がある[30]。

### 講堂
和泉キャンパスには専用の講堂は設けられていない。卒業式といった式典は、講堂兼用の総合体育館にて行われる。（コロナ後の入学式は学外で行われている）

### 体育施設

#### 総合体育館
体育施設に加えて、温水プールやサウナ、ジャグジーが存在する。

#### 総合グラウンド
全天候型400mのタータントラックと人工芝のグラウンドである。夜間でも活動できるナイター設備が存在する。

### 学生会館
- カンタベリー館に位置し、472人収容できるカンタベリーホールを有する。
- 「桃山学院大学学生会館運営委員会」によって運営されている。

### 寮
いずれもかつて存在した寮である。
- 登美丘寮（男子、1961年開設）
- さやま寮（女子、1967年開設）

### 学外施設

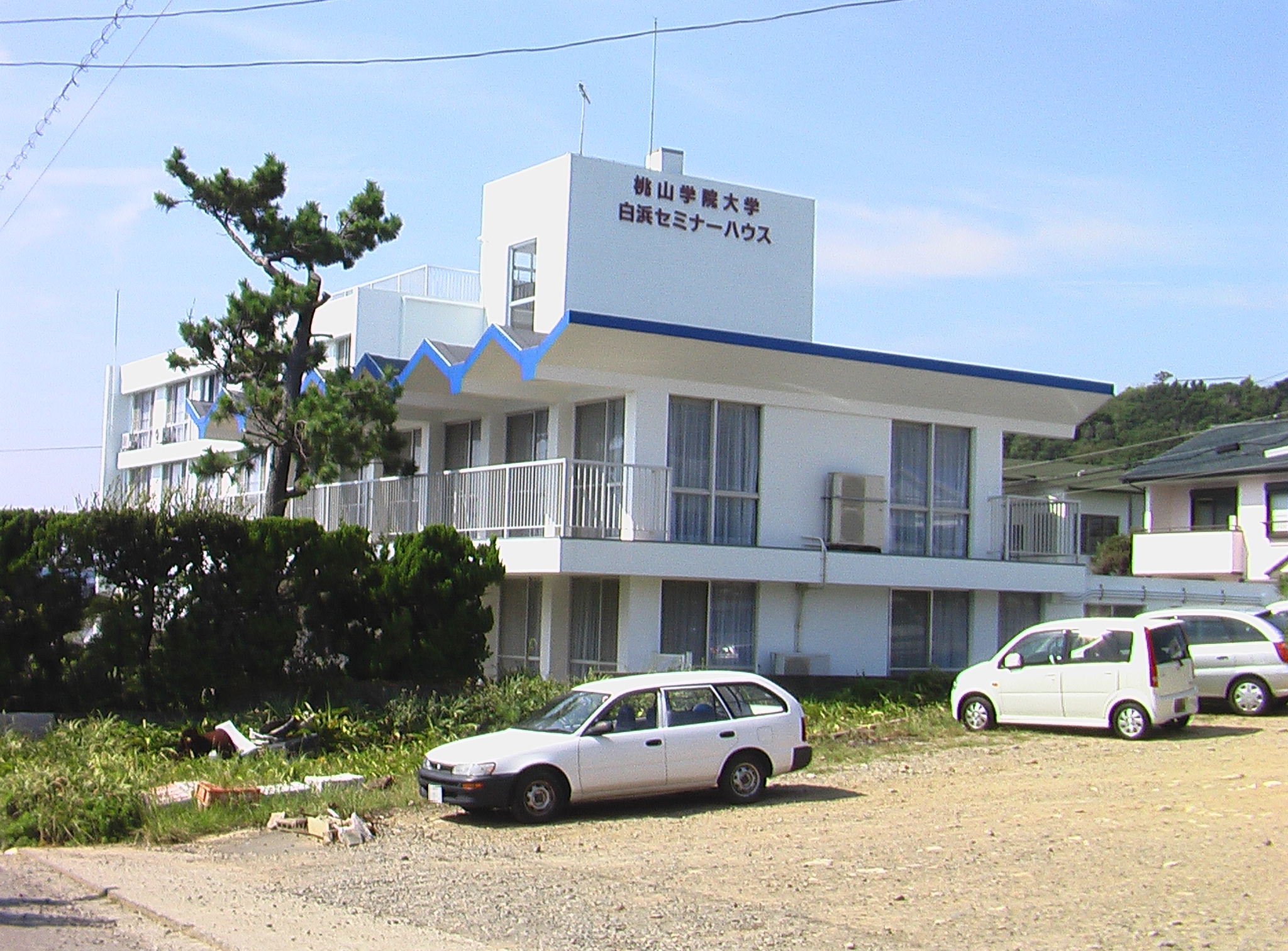
白浜セミナーハウス

キャンパス以外にもいくつかの学外施設があり、運動系クラブの練習や、クラブ・サークル・ゼミでの合宿などに利用できる。
- 松尾寺グランド（大阪府和泉市松尾寺町）
- 白浜セミナーハウス（和歌山県西牟婁郡白浜町、1999年開設、2015年閉鎖）

### サテライトキャンパス・オフィス
- あべのサテライト（大阪市阿倍野区昭和町、2020年開設）
- 本町サテライト[28]（大阪市中央区久太郎町、2020年開設、2022年閉鎖）
- 梅田サテライト（大阪市北区梅田、2014年開設、2020年閉鎖[28]）
- ナジックプラザ（東京都渋谷区神宮前、閉鎖済み）
- 大阪本町オフィス（大阪市中央区安土町、1997年開設、閉鎖済み）
- 中之島サテライトキャンパス（大阪府大阪市北区中之島キャンパス・イノベーションセンター、2006年開設）

### モニュメント

#### 「ブック・タワー 1995/1996」
1996年7月4日ドイツのアンナ・クーバッハ・ヴィルムゼンとヴォルフガング・クーバッハによって作られたこのモニュメントは和泉キャンパス移転記念として大学同窓会から寄贈されたものである。
作者は、「石の本の中で地球の歴史を表しており、ブック・タワーに共生の時代の全地球の英知が込められている。大学に集う人々が、この石で作られた本を読んで、人類相互の理解に役立ててほしい」と述べている。

## 対外関係

### 他大学との協定
- 南大阪地域大学コンソーシアム
- 大学eラーニング協議会
- アジア・キリスト教大学協会
- 奈良佐保短期大学（2012年締結）
- 神戸親和女子大学 - 小学校教員免許取得に必要な科目の履修に関する提携校

### 系列校
- 桃山学院中学校・高等学校
- 桃山学院教育大学
- 桃山学院短期大学（1990年閉校）
- 桃山学院短期大学附属幼稚園（1990年閉校）

### 関係校
桃山学院大学は日本聖公会関係学校協議会に加盟しており、同会加盟校は事実上の姉妹校関係になっている。
- 立教大学
- 立教女学院短期大学
- 聖路加国際大学
- 名古屋柳城短期大学
- 平安女学院大学
- プール学院短期大学
- 神戸松蔭女子学院大学
- 神戸国際大学

### 海外学術交流協定校
世界24の国と地域、57大学と国際交流の提携をおこなっている。
- イギリス
  - The University of Buckingham
  - Northumbria University
- ドイツ
  - University of Freiburg
  - University of Applied Sciences Dusseldorf
  - ISM Dortmund
  - Asia-Africa-Institute, University of Hamburg
  - Berufsakademie Mosbach University of Cooperative Education
- フランス
  - IDRAC, International School of Management
  - Cergy-Pontoise University
  - ESCEM, School of business and management
- オランダ
  - Hogeschool van Amsterdam
- オーストリア
  - niversity of Vienna
  - Management Center Innsbruck
- チェコ
  - Masaryk University
- ポーランド
  - Jagiellonian University
- ロシア
  - Far Eastern Federal University
- イタリア
  - University For Foreigners Perugia
  - University of VENICE CA' FOSCARI
- スペイン
  - University of Barcelona
- スウェーデン
  - Linnaeus University
- フィンランド
  - Centria-ammattikorkeakoulun
  - Laurea University of Applied Sciences
- アメリカ合衆国
  - Hawaii Pacific University
  - George Mason University
  - The University of Central Missouri
  - New Jersey City University
  - Kapi'olani Community College
  - Sam Houston State University
- カナダ
  - Douglas College
  - Medicine Hat College
  - University of Manitoba
  - York University
- トルコ
  - Bahcesehir University
- 韓国
  - Keimyung University
  - Dongshin University
  - Sungkonghoe University
  - 梨花女子大学校
  - Soongsil University
- 中国
  - 大連工業大学
  - 南通大学
  - 大連外国語大学
  - 上海外国語大学
  - 南京師範大学
  - 中央民族大学
- 台湾
  - 東海大学
  - 輔仁大学
  - 国立高雄大学
- ベトナム
  - Foreign Trade University
  - Hanoi University
  - Dalat University
- インドネシア
  - Petra Christian University
  - Dhyana Pura University
- タイ
  - Chiang Mai University
- インド
  - Jadavpur University
- ニュージーランド
  - Whitireia Polytechnic
- オーストラリア
  - La Trobe University
  - Macquarie University

### 産学官連携・包括連携協定など[36]
- 関西都市居住サービス（平成29年5月19日締結）
- 和歌山県白浜町（平成28年7月29日締結）
- 岸和田市（平成28年7月8日締結）
- 紀陽銀行（平成27年9月7日締結）
- 和泉市（平成19年8月締結）
- 河内長野市（平成25年2月締結）
- 泉大津市（平成25年7月締結）
- 愛媛県（平成26年3月）
- 香川県（平成26年12月）
- 大阪府立産業技術総合研究所（2012年4月締結）
- 南大阪地域地場産業振興センター（2001年10月締結）
- テクノステージ和泉まちづくり協議会（2008年5月より特別会員）
- トリヴェール和泉西部地区連絡協議会（2009年4月より特別会員）

## 社会との関わり
- 2011年（平成23年）9月よりケイ・オプティコムと提携し、関西で初めて、学内外で無線LAN接続サービスを利用可能とした。8300個のIDを用意し、すべての学生・教職員に配付された[37]。しかし、2014年8月末でサービスを終了した[38]。

- ワークキャンプ
  - 衛生活動として、2006年にこども班で歯磨き指導があり、2008年に環境班として、歯磨き指導や手洗い指導が行われた[39][40]。

- 司書・司書補講習
  - 桃山学院大学の司書・司書補講習は、1960年7月4日に開講された。その後、1973年には大学司書講習事務室が設置され、1997年から現在までエクステンション・センターが司書・司書補講習を担当している[41][42]。2017年度には学校司書養成講座が全国に先駆けて開講された[43]。2020年には開講60周年を迎え、全国の司書講習を開講する大学の中では2番目に古い[44]。2019年度までの総受講者数は14923名（司書11252名＋司書補3671名）である[45]。2020年度からはオンライン形態の授業も開講されている[46]。講師には桃山学院大学の教員のほか、図書館学を専門とする他大学の教員も参加している[47]。

## 附属学校
学校法人桃山学院では、設置している教育機関を全て同格に扱っており、大学を頂点とする附属学校は設置していないため系列校でまとめている。